# Campeonato Mundial de Voleibol de Praia de 2023
O Campeonato Mundial de Voleibol de Praia de 2023 foi a 14.ª edição desta competição organizada pela Federação Internacional de Voleibol (FIVB) que reuniu as melhores duplas mundiais representantes de países, em ambos os gêneros. O torneio ocorreu de 6 a 15 de outubro, no estado de Tlaxcala, nas cidades de Tlaxcala de Xicohténcatl, Apizaco e Huamantla, no México, com um total de 96 duplas. Os campeões de cada naipe garantiram vagas diretas nos Jogos Olímpicos de 2024.

## Fórmula de disputa
A competição foi disputada por 48 duplas, distribuídas proporcionalmente entre os Grupos A, B, C, D, E, F, G, H, I, J, K e L. Nestes grupos, as duplas se enfrentaram em sistema de pontos corridos, ou seja, todos contra todos; o primeiro e o segundo colocado de cada grupo, um total de 24 duplas, avançaram para a rodada das 32 duplas, esta completada pelas quatro duplas com melhor índice na terceira colocação. As quatro últimas vagas foram conhecidas após a disputa das 8 duplas na "repescagem", que reuniu as outras terceiras colocadas; enquanto as quartas colocadas de cada grupo foram eliminadas da competição.
Após a rodada de 32 duplas (fase eliminatória), avançaram para as oitavas de final as 16 melhores equipes. Posteriormente, formaram as quartas de final, semifinal, disputa pelo terceiro lugar e final.

## Sorteio dos grupos
O sorteio dos grupos foi realizado no dia 30 de agosto de 2023, no México.

## Locais dos jogos
| Tlaxcala, México                           | Tlaxcala, México          | Tlaxcala, México   |
| Tlaxcala de Xicohténcatl                   | Apizaco                   | Huamantla          |
| ------------------------------------------ | ------------------------- | ------------------ |
| Plaza de Toros Jorge el "Ranchero" Aguilar | Plaza de toros de Apizaco | Plaza "La Taurina" |
|                                            |                           |                    |
| Capacidade 2 500                           | Capacidade 7 000          | Capacidade 5 600   |

## Campeões
| Evento                     | Ouro                                     | Prata                                  | Bronze                                   |
| Torneio masculino detalhes | Chéquia Ondřej Perušič · David Schweiner | SuéciaDavid Åhman · Jonatan Hellvig    | PolóniaBartosz Łosiak · Michał Bryl      |
| Torneio feminino detalhes  | Estados UnidosSara Hughes · Kelly Cheng  | BrasilAna Patrícia Ramos · Duda Lisboa | Estados UnidosKristen Nuss · Taryn Kloth |

## Quadro de medalhas
| Ordem | País           | Ouro | Prata | Bronze |   |
| 1     | Estados Unidos | 1    | 0     | 1      | 2 |
| 2     | Chéquia        | 1    | 0     | 0      | 1 |
| 3     | Brasil         | 0    | 1     | 0      | 1 |
| 3     | Suécia         | 0    | 1     | 0      | 1 |
| 5     | Polónia        | 0    | 0     | 1      | 1 |
| Total | Total          | 2    | 2     | 2      | 6 |